# Andavadoaka
Andavadoaka is een vissersdorp in Befandefa, een gemeente in de regio Atsimo-Andrefana in het zuidwesten van Madagaskar. Vrijwel alle inwoners zijn Vezo-vissers.

## Ligging
Het dorp ligt 45 kilometer ten zuiden van Morombe en heeft een eigen vliegveld. Het ligt aan de rand van een ondiepe lagune in de Indische Oceaan, dat door de open zee wordt beschermd door koraalriffen en de kleine eilanden Nosy Hao en Nosy Fasy. Dankzij de groei van de deze koralen heeft de lagune een grote biodiversiteit met veel endemische planten en dieren.
Vlak bij het dorp ligt een onderzoeksgebied van Blue Ventures, een Britse organisatie voor het beschermen van het leven in de zee. Het dorp bevindt zich op de grens van twee ecoregio's van Madagaskar, namelijk de mangrovebossen en het doornig struikgewas. Het dorp is onder andere bekend om het grote aantal baobabs in de omgeving.

## Inwoners en bestuur

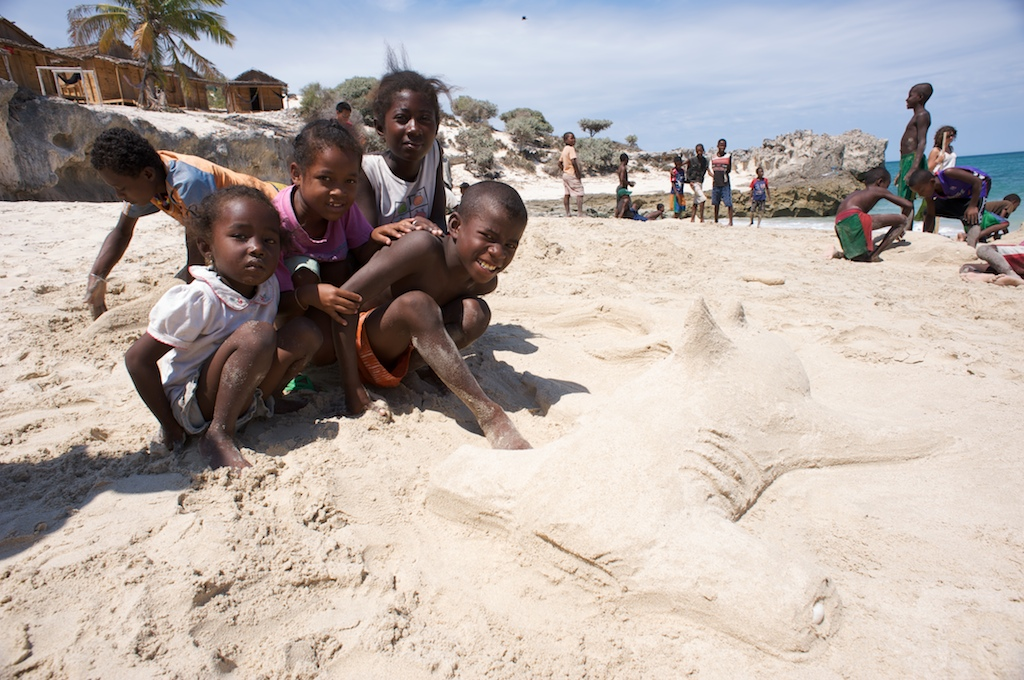
Vezo-kinderen maken een hamerhaai van zand op het strand van Andavadoaka.

In het dorp wonen veel vissers van de Vezo-clan, een subclan van de Sakalava. Vezo leven voornamelijk van de visvangst en hebben een grote kennis van de flora en fauna in hun gebied. Zij combineren eigen traditionele vissertechnieken met moderne technieken die Blue Ventures en andere milieuorganisaties hen leren, zodat het ecosysteem zo doeltreffend mogelijk wordt benut. Dankzij hun inspanningen om octopussen en andere organismen langs de kust te beschermen wonnen de inwoners van Andavadoaka in 2007 de Equator Prize, dat jaarlijks door het VN-Ontwikkelingsprogramma (UNDP) wordt uitgereikt aan gemeenschappen die zich inzetten voor het in stand houden van ecosystemen.
Andavadoaka is een van de dorpen die gezamenlijk Velondriake hebben gesticht, een lokaal bestuurd gebied dat zijn eigen door de regering erkende wetten heeft, de dina geheten. De inwoners van Andavadoaka hebben zes vertegenwoordigers die inspraak hebben in het bestuur van hun gebied. Kleinere dorpen hebben er meestal twee of drie.

## Economie en voorzieningen
Ongeveer zeventig procent van de inwoners leeft van de visvangst, gecontroleerd door het bestuur van Velondriake. Verder heeft het dorp een aantal basisscholen, een middelbare school, kruidenierszaken en een voetbal- en basketbalveld. Er is tevens een kwalitatief ziekenhuis aanwezig dat gerund wordt door Italiaanse vrijwilligers.
Andavadoaka beschikt over een elektriciteitsnet met een hoge beschikbaarheid. Het net wordt gevoed door een PV-park van omtrent 65 kWp.